# Menard County (Illinois)
Menard County is een county in de Amerikaanse staat Illinois.
De county heeft een landoppervlakte van 814 km² en telt 12.486 inwoners (volkstelling 2000). De hoofdplaats is Petersburg.